# Segunda Categoría del Guayas 2014
El Campeonato Provincial de Fútbol de Segunda Categoría de Guayas 2014 fue un torneo de fútbol en Ecuador en el cual compitieron equipos de la provincia del Guayas. El torneo fue organizado por Asociación de Fútbol del Guayas (AFG) y avalado por la Federación Ecuatoriana de Fútbol. El torneo dio inicio el 7 de mayo de 2014 y finalizó el 19 de julio de 2014. Participaron 20 clubes de fútbol y entregó 2 cupos al Zonal de Ascenso de la Segunda Categoría 2014.

## Equipos participantes
| Equipos participantes                 | Equipos participantes | Equipos participantes         |
| ------------------------------------- | --------------------- | ----------------------------- |
|                                       |                       |                               |
| Equipo                                | Ciudad                | Estadio                       |
| 9 de Octubre Fútbol Club              | Guayaquil             | Estadio Alejandro Ponce Noboa |
| Club Sport Patria                     | Samborondón           | Estadio Arenas de Samborondón |
| Club Deportivo Everest                | Guayaquil             | Estadio Alejandro Ponce Noboa |
| Calvi Fútbol Club                     | Guayaquil             | Estadio de Aso Guayas         |
| Panamá Sporting Club                  | Guayaquil             | Estadio de Aso Guayas         |
| Club Sport Norte América              | Guayaquil             | Estadio de Aso Guayas         |
| Club Deportivo Academia Alfaro Moreno | Guayaquil             | Estadio Alejandro Ponce Noboa |
| Club Deportivo ESPOL                  | Guayaquil             | Estadio de Aso Guayas         |
| Liga Deportiva Estudiantil            | Guayaquil             | Estadio Jorge Nene Espin      |
| Liga de Guayaquil                     | Guayaquil             | Estadio Alejandro Ponce Noboa |
| Club Sport Estudiantes del Guayas     | Guayaquil             | Estadio Alejandro Ponce Noboa |
| Asociación Deportiva Naval            | Guayaquil             | Estadio Alejandro Ponce Noboa |
| Club Deportivo Fedeguayas             | Guayaquil             | Estadio de Aso Guayas         |
| Club Deportivo Don Café               | Guayaquil             | Estadio de Aso Guayas         |
| Club Social y Deportivo Paladín "S"   | Durán                 | Estadio Jorge Nene Espin      |
| Club Deportivo Sur y Norte            | Guayaquil             | Estadio Alejandro Ponce Noboa |
| Rocafuerte Fútbol Club                | Guayaquil             | Estadio Complejo La Cemento   |
| Club Círculo Deportivo Ferroviarios   | Durán                 | Estadio Pablo Sandiford       |
| Guayaquil Sport Club                  | Guayaquil             | Estadio Alejandro Ponce Noboa |
| Club Atlético Milagro                 | Milagro               | Estadio Los Chirijos          |

## Primera fase

### Grupo 1
| Pos | Equipo                 | Pts | PJ | G | E | P | GF | GC | Dif |
| --- | ---------------------- | --- | -- | - | - | - | -- | -- | --- |
| 1.º | Academia Alfaro Moreno | 21  | 8  | 7 | 0 | 1 | 28 | 4  | +24 |
| 2.º | Don Café               | 13  | 8  | 4 | 1 | 3 | 20 | 15 | +5  |
| 3.º | Paladín "S"            | 13  | 8  | 4 | 1 | 3 | 17 | 13 | +4  |
| 4.º | Norte América          | 12  | 8  | 3 | 3 | 2 | 12 | 12 | 0   |
| 5.º | Liga de Guayaquil      | 0   | 8  | 0 | 0 | 8 | 1  | 32 | -31 |

- En el partido de la Fecha 1 entre Academia Alfaro Moreno - Liga de Guayaquil, el equipo visitante (Liga de Guayaquil) no se presentó; por tanto el equipo local (Academia Alfaro Moreno) ganó el partido por 3 - 0.

|  | Clasifican a los Cuadrangulares Semifinales. |

### Evolución de la clasificación
| Equipo / Jornada       | 01 | 02 | 03 | 04 | 05 | 06 | 07 | 08 | 09 | 10 |
| ---------------------- | -- | -- | -- | -- | -- | -- | -- | -- | -- | -- |
| Norte América          | 3  | 4  | 4  | 3  | 3  | 2  | 2  | 2  | 2  | 4  |
| Academia Alfaro Moreno | 1  | 3  | 2  | 1  | 1  | 1  | 1  | 1  | 1  | 1  |
| Liga de Guayaquil      | 5  | 5  | 5  | 5  | 5  | 5  | 5  | 5  | 5  | 5  |
| Don Café               | 2  | 1  | 1  | 2  | 2  | 3  | 3  | 3  | 3  | 2  |
| Paladín "S"            | 4  | 2  | 3  | 4  | 4  | 4  | 4  | 4  | 4  | 3  |

### Resultados
|        | Academia Alfaro Moreno | 3 - 0         | Liga de Guayaquil |               | Jorge Nene Espin Cancha #3 | 7 de mayo     | 11:00         |
|        | Paladín "S"            | 1 - 2         | Don Café          |               | Jorge Nene Espin Cancha #2 | 7 de mayo     | 11:00         |
| Libre: | Libre:                 | Norte América | Norte América     | Norte América | Norte América              | Norte América | Norte América |

|        | Don Café          | 2 - 2                  | Norte América          |                        | Alejandro Ponce Noboa Cancha #3 | 11 de mayo             | 11:00                  |
|        | Liga de Guayaquil | 1 - 6                  | Paladín "S"            |                        | Alejandro Ponce Noboa           | 11 de mayo             | 13:00                  |
| Libre: | Libre:            | Academia Alfaro Moreno | Academia Alfaro Moreno | Academia Alfaro Moreno | Academia Alfaro Moreno          | Academia Alfaro Moreno | Academia Alfaro Moreno |

|        | Academia Alfaro Moreno | 1 - 0       | Norte América |             | Alejandro Ponce Noboa | 17 de mayo  | 09:00       |
|        | Liga de Guayaquil      | 0 - 7       | Don Café      |             | Alejandro Ponce Noboa | 18 de mayo  | 13:00       |
| Libre: | Libre:                 | Paladín "S" | Paladín "S"   | Paladín "S" | Paladín "S"           | Paladín "S" | Paladín "S" |

|        | Paladín "S"       | 1 - 5    | Academia Alfaro Moreno |          | Alejandro Ponce Noboa | 24 de mayo | 13:00    |
|        | Liga de Guayaquil | 0 - 1    | Norte América          |          | Alejandro Ponce Noboa | 25 de mayo | 11:00    |
| Libre: | Libre:            | Don Café | Don Café               | Don Café | Don Café              | Don Café   | Don Café |

|        | Academia Alfaro Moreno | 5 - 0             | Don Café          |                   | Alejandro Ponce Noboa | 1 de junio        | 09:00             |
|        | Paladín "S"            | 0 - 0             | Norte América     |                   | Alejandro Ponce Noboa | 1 de junio        | 11:00             |
| Libre: | Libre:                 | Liga de Guayaquil | Liga de Guayaquil | Liga de Guayaquil | Liga de Guayaquil     | Liga de Guayaquil | Liga de Guayaquil |

|        | Norte América | 4 - 3             | Paladín "S"            |                   | Aso Guayas Cancha #3 | 8 de junio        | 09:00             |
|        | Don Café      | 1 - 2             | Academia Alfaro Moreno |                   | Aso Guayas Cancha #3 | 8 de junio        | 15:00             |
| Libre: | Libre:        | Liga de Guayaquil | Liga de Guayaquil      | Liga de Guayaquil | Liga de Guayaquil    | Liga de Guayaquil | Liga de Guayaquil |

|        | Academia Alfaro Moreno | 0 - 1    | Paladín "S"       |          | Aso Guayas Cancha #3 | 11 de junio | 09:00    |
|        | Norte América          | 3 - 0    | Liga de Guayaquil |          | Aso Guayas Cancha #3 | 11 de junio | 15:00    |
| Libre: | Libre:                 | Don Café | Don Café          | Don Café | Don Café             | Don Café    | Don Café |

|        | Don Café      | 4 - 0       | Liga de Guayaquil      |             | Alejandro Ponce Noboa Cancha #3 | 13 de junio | 11:00       |
|        | Norte América | 1 - 5       | Academia Alfaro Moreno |             | Alejandro Ponce Noboa Cancha #3 | 14 de junio | 09:00       |
| Libre: | Libre:        | Paladín "S" | Paladín "S"            | Paladín "S" | Paladín "S"                     | Paladín "S" | Paladín "S" |

|        | Norte América | 1 - 1                  | Don Café               |                        | Aso Guayas Cancha #1   | 18 de junio            | 11:00                  |
|        | Paladín "S"   | 1 - 0                  | Liga de Guayaquil      |                        | Alejandro Ponce Noboa  | 18 de junio            | 11:00                  |
| Libre: | Libre:        | Academia Alfaro Moreno | Academia Alfaro Moreno | Academia Alfaro Moreno | Academia Alfaro Moreno | Academia Alfaro Moreno | Academia Alfaro Moreno |

|        | Liga de Guayaquil | 0 - 7         | Academia Alfaro Moreno |               | Alejandro Ponce Noboa | 22 de junio   | 11:00         |
|        | Don Café          | 1 - 4         | Paladín "S"            |               | Aso Guayas Cancha #2  | 22 de junio   | 11:00         |
| Libre: | Libre:            | Norte América | Norte América          | Norte América | Norte América         | Norte América | Norte América |

### Grupo 2
| Pos | Equipo             | Pts | PJ | G | E | P | GF | GC | Dif |
| --- | ------------------ | --- | -- | - | - | - | -- | -- | --- |
| 1.º | C. S. Patria       | 19  | 8  | 6 | 1 | 1 | 28 | 8  | +20 |
| 2.º | 9 de Octubre F. C. | 15  | 8  | 5 | 0 | 3 | 13 | 10 | +3  |
| 3.º | Atlético Milagro   | 13  | 8  | 4 | 1 | 3 | 10 | 11 | -1  |
| 4.º | ESPOL              | 12  | 8  | 4 | 0 | 4 | 13 | 13 | 0   |
| 5.º | Ferroviarios       | 0   | 8  | 0 | 0 | 8 | 5  | 27 | -22 |

- En el partido de la Fecha 1 entre Atlético Milagro - Ferroviarios, el equipo visitante (Ferroviarios) no canceló una deuda con la FEF; por tanto el equipo local (Atlético Milagro) ganó el partido por 3 - 0.

- En el partido de la Fecha 2 entre 9 de Octubre F. C. - Atlético Milagro, el equipo visitante (Atlético Milagro) no se presentó; por tanto el equipo local (9 de Octubre F. C.) ganó el partido por 3 - 0.

|  | Clasifican a los Cuadrangulares Semifinales. |

### Evolución de la clasificación
| Equipo / Jornada   | 01 | 02 | 03 | 04 | 05 | 06 | 07 | 08 | 09 | 10 |
| ------------------ | -- | -- | -- | -- | -- | -- | -- | -- | -- | -- |
| 9 de Octubre F. C. | 5  | 4  | 2  | 2  | 2  | 2  | 3  | 2  | 2  | 2  |
| C. S. Patria       | 1  | 1  | 1  | 1  | 1  | 1  | 1  | 1  | 1  | 1  |
| ESPOL              | 3  | 2  | 3  | 3  | 4  | 3  | 2  | 3  | 3  | 4  |
| Ferroviarios       | 4  | 5  | 5  | 5  | 5  | 5  | 5  | 5  | 5  | 5  |
| Atlético Milagro   | 2  | 3  | 4  | 4  | 3  | 4  | 4  | 4  | 4  | 3  |

### Resultados
|        | Atlético Milagro | 3 - 0 | Ferroviarios       |       | Los Chirijos          | 7 de mayo | 16:00 |
|        | C. S. Patria     | 6 - 0 | 9 de Octubre F. C. |       | Arenas de Samborondón | 7 de mayo | 16:00 |
| Libre: | Libre:           | ESPOL | ESPOL              | ESPOL | ESPOL                 | ESPOL     | ESPOL |

|        | Ferroviarios       | 1 - 4        | ESPOL            |              | Alejandro Ponce Noboa Cancha #3 | 11 de mayo   | 09:00        |
|        | 9 de Octubre F. C. | 3 - 0        | Atlético Milagro |              | Alejandro Ponce Noboa           | 11 de mayo   | 11:00        |
| Libre: | Libre:             | C. S. Patria | C. S. Patria     | C. S. Patria | C. S. Patria                    | C. S. Patria | C. S. Patria |

|        | 9 de Octubre F. C. | 2 - 0            | Ferroviarios     |                  | Alejandro Ponce Noboa Cancha #3 | 17 de mayo       | 11:00            |
|        | C. S. Patria       | 4 - 1            | ESPOL            |                  | Arenas de Samborondón           | 17 de mayo       | 16:00            |
| Libre: | Libre:             | Atlético Milagro | Atlético Milagro | Atlético Milagro | Atlético Milagro                | Atlético Milagro | Atlético Milagro |

|        | 9 de Octubre F. C. | 2 - 1        | ESPOL        |              | Alejandro Ponce Noboa | 24 de mayo   | 11:00        |
|        | Atlético Milagro   | 0 - 5        | C. S. Patria |              | Los Chirijos          | 24 de mayo   | 19:00        |
| Libre: | Libre:             | Ferroviarios | Ferroviarios | Ferroviarios | Ferroviarios          | Ferroviarios | Ferroviarios |

|        | C. S. Patria     | 4 - 3              | Ferroviarios       |                    | Arenas de Samborondón | 31 de mayo         | 16:00              |
|        | Atlético Milagro | 2 - 1              | ESPOL              |                    | Los Chirijos          | 1 de junio         | 11:00              |
| Libre: | Libre:           | 9 de Octubre F. C. | 9 de Octubre F. C. | 9 de Octubre F. C. | 9 de Octubre F. C.    | 9 de Octubre F. C. | 9 de Octubre F. C. |

|        | Ferroviarios | 1 - 5              | C. S. Patria       |                    | Aso Guayas Cancha #3 | 7 de junio         | 15:00              |
|        | ESPOL        | 1 - 0              | Atlético Milagro   |                    | Aso Guayas Cancha #3 | 8 de junio         | 11:00              |
| Libre: | Libre:       | 9 de Octubre F. C. | 9 de Octubre F. C. | 9 de Octubre F. C. | 9 de Octubre F. C.   | 9 de Octubre F. C. | 9 de Octubre F. C. |

|        | ESPOL        | 1 - 0        | 9 de Octubre F. C. |              | Aso Guayas Cancha #3  | 11 de junio  | 11:00        |
|        | C. S. Patria | 0 - 0        | Atlético Milagro   |              | Arenas de Samborondón | 11 de junio  | 16:00        |
| Libre: | Libre:       | Ferroviarios | Ferroviarios       | Ferroviarios | Ferroviarios          | Ferroviarios | Ferroviarios |

|        | ESPOL        | 1 - 4            | C. S. Patria       |                  | Alejandro Ponce Noboa Cancha #3 | 14 de junio      | 13:00            |
|        | Ferroviarios | 0 - 3            | 9 de Octubre F. C. |                  | Alejandro Ponce Noboa Cancha #3 | 14 de junio      | 15:00            |
| Libre: | Libre:       | Atlético Milagro | Atlético Milagro   | Atlético Milagro | Atlético Milagro                | Atlético Milagro | Atlético Milagro |

|        | ESPOL            | 3 - 0        | Ferroviarios       |              | Aso Guayas Cancha #3 | 18 de junio  | 15:00        |
|        | Atlético Milagro | 2 - 1        | 9 de Octubre F. C. |              | Los Chirijos         | 18 de junio  | 15:00        |
| Libre: | Libre:           | C. S. Patria | C. S. Patria       | C. S. Patria | C. S. Patria         | C. S. Patria | C. S. Patria |

|        | Ferroviarios       | 0 - 3 | Atlético Milagro |       | Aso Guayas Cancha #1  | 22 de junio | 11:00 |
|        | 9 de Octubre F. C. | 2 - 0 | C. S. Patria     |       | Alejandro Ponce Noboa | 22 de junio | 13:00 |
| Libre: | Libre:             | ESPOL | ESPOL            | ESPOL | ESPOL                 | ESPOL       | ESPOL |

### Grupo 3
| Pos | Equipo          | Pts | PJ | G | E | P | GF | GC | Dif |
| --- | --------------- | --- | -- | - | - | - | -- | -- | --- |
| 1.º | Guayaquil Sport | 16  | 8  | 5 | 1 | 2 | 26 | 9  | +17 |
| 2.º | Everest         | 16  | 8  | 5 | 1 | 2 | 21 | 9  | +12 |
| 3.º | A. D. Naval     | 14  | 8  | 4 | 2 | 2 | 26 | 9  | +17 |
| 4.º | Calvi F. C.     | 12  | 8  | 4 | 0 | 4 | 12 | 14 | -2  |
| 5.º | Sur y Norte     | 0   | 8  | 0 | 0 | 8 | 3  | 47 | -44 |

|  | Clasifican a los Cuadrangulares Semifinales. |

### Evolución de la clasificación
| Equipo / Jornada | 01 | 02 | 03 | 04 | 05 | 06 | 07 | 08 | 09 | 10 |
| ---------------- | -- | -- | -- | -- | -- | -- | -- | -- | -- | -- |
| Everest          | 2  | 4  | 2  | 3  | 2  | 2  | 3  | 2  | 2  | 2  |
| Calvi F. C.      | 4  | 3  | 4  | 4  | 4  | 4  | 4  | 4  | 4  | 4  |
| A. D. Naval      | 3  | 1  | 1  | 1  | 1  | 1  | 2  | 1  | 1  | 3  |
| Sur y Norte      | 5  | 5  | 5  | 5  | 5  | 5  | 5  | 5  | 5  | 5  |
| Guayaquil Sport  | 1  | 2  | 3  | 2  | 3  | 3  | 1  | 3  | 3  | 1  |

### Resultados
|        | Everest         | 0 - 0       | A. D. Naval |             | Alejandro Ponce Noboa | 7 de mayo   | 11:00       |
|        | Guayaquil Sport | 7 - 1       | Sur y Norte |             | Alejandro Ponce Noboa | 7 de mayo   | 13:00       |
| Libre: | Libre:          | Calvi F. C. | Calvi F. C. | Calvi F. C. | Calvi F. C.           | Calvi F. C. | Calvi F. C. |

|        | Sur y Norte | 0 - 2   | Calvi F. C.     |         | Alejandro Ponce Noboa           | 10 de mayo | 13:00   |
|        | A. D. Naval | 4 - 1   | Guayaquil Sport |         | Alejandro Ponce Noboa Cancha #3 | 12 de mayo | 09:00   |
| Libre: | Libre:      | Everest | Everest         | Everest | Everest                         | Everest    | Everest |

|        | A. D. Naval | 9 - 0           | Sur y Norte     |                 | Alejandro Ponce Noboa | 17 de mayo      | 13:00           |
|        | Everest     | 3 - 0           | Calvi F. C.     |                 | Alejandro Ponce Noboa | 18 de mayo      | 09:00           |
| Libre: | Libre:      | Guayaquil Sport | Guayaquil Sport | Guayaquil Sport | Guayaquil Sport       | Guayaquil Sport | Guayaquil Sport |

|        | Guayaquil Sport | 2 - 1       | Everest     |             | Alejandro Ponce Noboa | 24 de mayo  | 09:00       |
|        | A. D. Naval     | 3 - 1       | Calvi F. C. |             | Alejandro Ponce Noboa | 25 de mayo  | 13:00       |
| Libre: | Libre:          | Sur y Norte | Sur y Norte | Sur y Norte | Sur y Norte           | Sur y Norte | Sur y Norte |

|        | Guayaquil Sport | 0 - 1       | Calvi F. C. |             | Alejandro Ponce Noboa | 31 de mayo  | 09:00       |
|        | Everest         | 9 - 0       | Sur y Norte |             | Alejandro Ponce Noboa | 1 de junio  | 13:00       |
| Libre: | Libre:          | A. D. Naval | A. D. Naval | A. D. Naval | A. D. Naval           | A. D. Naval | A. D. Naval |

|        | Calvi F. C. | 0 - 1       | Guayaquil Sport |             | Aso Guayas Cancha #3 | 7 de junio  | 09:00       |
|        | Sur y Norte | 0 - 1       | Everest         |             | Aso Guayas Cancha #3 | 8 de junio  | 13:00       |
| Libre: | Libre:      | A. D. Naval | A. D. Naval     | A. D. Naval | A. D. Naval          | A. D. Naval | A. D. Naval |

|        | Calvi F. C. | 3 - 2       | A. D. Naval     |             | Aso Guayas Cancha #2 | 11 de junio | 11:00       |
|        | Everest     | 0 - 4       | Guayaquil Sport |             | Aso Guayas Cancha #3 | 11 de junio | 13:00       |
| Libre: | Libre:      | Sur y Norte | Sur y Norte     | Sur y Norte | Sur y Norte          | Sur y Norte | Sur y Norte |

|        | Calvi F. C. | 1 - 4           | Everest         |                 | Alejandro Ponce Noboa Cancha #3 | 14 de junio     | 11:00           |
|        | Sur y Norte | 0 - 5           | A. D. Naval     |                 | Alejandro Ponce Noboa Cancha #2 | 14 de junio     | 15:00           |
| Libre: | Libre:      | Guayaquil Sport | Guayaquil Sport | Guayaquil Sport | Guayaquil Sport                 | Guayaquil Sport | Guayaquil Sport |

|        | Guayaquil Sport | 1 - 1   | A. D. Naval |         | Alejandro Ponce Noboa | 18 de junio | 15:00   |
|        | Calvi F. C.     | 4 - 1   | Sur y Norte |         | Aso Guayas Cancha #2  | 18 de junio | 15:00   |
| Libre: | Libre:          | Everest | Everest     | Everest | Everest               | Everest     | Everest |

|        | Sur y Norte | 1 - 10      | Guayaquil Sport |             | Aso Guayas Cancha #2  | 22 de junio | 15:00       |
|        | A. D. Naval | 2 - 3       | Everest         |             | Alejandro Ponce Noboa | 22 de junio | 15:00       |
| Libre: | Libre:      | Calvi F. C. | Calvi F. C.     | Calvi F. C. | Calvi F. C.           | Calvi F. C. | Calvi F. C. |

### Grupo 4
| Pos | Equipo                     | Pts | PJ | G | E | P | GF | GC | Dif |
| --- | -------------------------- | --- | -- | - | - | - | -- | -- | --- |
| 1.º | Fedeguayas                 | 20  | 8  | 6 | 2 | 0 | 27 | 3  | +24 |
| 2.º | Rocafuerte F. C.           | 16  | 8  | 5 | 1 | 2 | 28 | 7  | +21 |
| 3.º | Panamá S. C.               | 14  | 8  | 4 | 2 | 2 | 18 | 8  | +10 |
| 4.º | Estudiantes del Guayas     | 6   | 8  | 2 | 0 | 6 | 9  | 17 | -8  |
| 5.º | Liga Deportiva Estudiantil | 1   | 8  | 0 | 1 | 7 | 0  | 47 | -47 |

|  | Clasifican a los Cuadrangulares Semifinales. |

### Evolución de la clasificación
| Equipo / Jornada           | 01 | 02 | 03 | 04 | 05 | 06 | 07 | 08 | 09 | 10 |
| -------------------------- | -- | -- | -- | -- | -- | -- | -- | -- | -- | -- |
| Panamá S. C.               | 2  | 3  | 1  | 3  | 3  | 3  | 3  | 3  | 3  | 3  |
| Liga Deportiva Estudiantil | 3  | 5  | 5  | 5  | 5  | 5  | 5  | 5  | 5  | 5  |
| Estudiantes del Guayas     | 5  | 2  | 3  | 4  | 4  | 4  | 4  | 4  | 4  | 4  |
| Fedeguayas                 | 4  | 4  | 4  | 2  | 2  | 1  | 1  | 1  | 1  | 1  |
| Rocafuerte F. C.           | 1  | 1  | 2  | 1  | 1  | 2  | 2  | 2  | 2  | 2  |

### Resultados
|        | Rocafuerte F. C.           | 5 - 2      | Estudiantes del Guayas |            | Complejo La Cemento        | 7 de mayo  | 10:00      |
|        | Liga Deportiva Estudiantil | 0 - 0      | Panamá S. C.           |            | Jorge Nene Espin Cancha #3 | 7 de mayo  | 13:00      |
| Libre: | Libre:                     | Fedeguayas | Fedeguayas             | Fedeguayas | Fedeguayas                 | Fedeguayas | Fedeguayas |

|        | Estudiantes del Guayas | 1 - 0            | Liga Deportiva Estudiantil |                  | Alejandro Ponce Noboa Cancha #3 | 10 de mayo       | 13:00            |
|        | Panamá S. C.           | 1 - 1            | Fedeguayas                 |                  | Alejandro Ponce Noboa Cancha #3 | 11 de mayo       | 13:00            |
| Libre: | Libre:                 | Rocafuerte F. C. | Rocafuerte F. C.           | Rocafuerte F. C. | Rocafuerte F. C.                | Rocafuerte F. C. | Rocafuerte F. C. |

|        | Rocafuerte F. C.       | 1 - 1                      | Fedeguayas                 |                            | Complejo La Cemento             | 17 de mayo                 | 10:00                      |
|        | Estudiantes del Guayas | 1 - 2                      | Panamá S. C.               |                            | Alejandro Ponce Noboa Cancha #3 | 18 de mayo                 | 09:00                      |
| Libre: | Libre:                 | Liga Deportiva Estudiantil | Liga Deportiva Estudiantil | Liga Deportiva Estudiantil | Liga Deportiva Estudiantil      | Liga Deportiva Estudiantil | Liga Deportiva Estudiantil |

|        | Estudiantes del Guayas     | 0 - 2        | Fedeguayas       |              | Alejandro Ponce Noboa | 24 de mayo   | 15:00        |
|        | Liga Deportiva Estudiantil | 0 - 10       | Rocafuerte F. C. |              | Alejandro Ponce Noboa | 25 de mayo   | 09:00        |
| Libre: | Libre:                     | Panamá S. C. | Panamá S. C.     | Panamá S. C. | Panamá S. C.          | Panamá S. C. | Panamá S. C. |

|        | Rocafuerte F. C.           | 2 - 0                  | Panamá S. C.           |                        | Complejo La Cemento    | 31 de mayo             | 10:00                  |
|        | Liga Deportiva Estudiantil | 0 - 10                 | Fedeguayas             |                        | Aso Guayas Cancha #3   | 31 de mayo             | 11:00                  |
| Libre: | Libre:                     | Estudiantes del Guayas | Estudiantes del Guayas | Estudiantes del Guayas | Estudiantes del Guayas | Estudiantes del Guayas | Estudiantes del Guayas |

|        | Panamá S. C. | 2 - 1                  | Rocafuerte F. C.           |                        | Aso Guayas Cancha #3   | 7 de junio             | 11:00                  |
|        | Fedeguayas   | 6 - 0                  | Liga Deportiva Estudiantil |                        | Aso Guayas Cancha #3   | 7 de junio             | 13:00                  |
| Libre: | Libre:       | Estudiantes del Guayas | Estudiantes del Guayas     | Estudiantes del Guayas | Estudiantes del Guayas | Estudiantes del Guayas | Estudiantes del Guayas |

|        | Rocafuerte F. C. | 8 - 0        | Liga Deportiva Estudiantil |              | Complejo La Cemento  | 11 de junio  | 09:00        |
|        | Fedeguayas       | 3 - 0        | Estudiantes del Guayas     |              | Aso Guayas Cancha #2 | 11 de junio  | 09:00        |
| Libre: | Libre:           | Panamá S. C. | Panamá S. C.               | Panamá S. C. | Panamá S. C.         | Panamá S. C. | Panamá S. C. |

|        | Fedeguayas   | 2 - 0                      | Rocafuerte F. C.           |                            | Alejandro Ponce Noboa Cancha #2 | 13 de junio                | 09:00                      |
|        | Panamá S. C. | 4 - 1                      | Estudiantes del Guayas     |                            | Alejandro Ponce Noboa Cancha #3 | 13 de junio                | 09:00                      |
| Libre: | Libre:       | Liga Deportiva Estudiantil | Liga Deportiva Estudiantil | Liga Deportiva Estudiantil | Liga Deportiva Estudiantil      | Liga Deportiva Estudiantil | Liga Deportiva Estudiantil |

|        | Fedeguayas                 | 2 - 1            | Panamá S. C.           |                  | Aso Guayas Cancha #3 | 18 de junio      | 11:00            |
|        | Liga Deportiva Estudiantil | 0 - 4            | Estudiantes del Guayas |                  | Aso Guayas Cancha #2 | 18 de junio      | 11:00            |
| Libre: | Libre:                     | Rocafuerte F. C. | Rocafuerte F. C.       | Rocafuerte F. C. | Rocafuerte F. C.     | Rocafuerte F. C. | Rocafuerte F. C. |

|        | Estudiantes del Guayas | 0 - 1      | Rocafuerte F. C.           |            | Aso Guayas Cancha #3 | 22 de junio | 15:00      |
|        | Panamá S. C.           | 8 - 0      | Liga Deportiva Estudiantil |            | Aso Guayas Cancha #1 | 22 de junio | 15:00      |
| Libre: | Libre:                 | Fedeguayas | Fedeguayas                 | Fedeguayas | Fedeguayas           | Fedeguayas  | Fedeguayas |

## Cuadrangulares semifinales

### Grupo A
| Pos | Equipo                 | Pts | PJ | G | E | P | GF | GC | Dif |
| --- | ---------------------- | --- | -- | - | - | - | -- | -- | --- |
| 1.º | Academia Alfaro Moreno | 5   | 3  | 1 | 2 | 0 | 8  | 0  | +8  |
| 2.º | Rocafuerte F. C.       | 5   | 3  | 1 | 2 | 0 | 6  | 0  | +6  |
| 3.º | Guayaquil Sport        | 5   | 3  | 1 | 2 | 0 | 3  | 0  | +3  |
| 4.° | Don Café               | 0   | 3  | 0 | 0 | 3 | 0  | 17 | -17 |

|  | Clasifican a las Semifinales por el Zonal de Ascenso. |

### Evolución de la clasificación
| Equipo / Jornada       | 01 | 02 | 03 |
| ---------------------- | -- | -- | -- |
| Academia Alfaro Moreno | 1  | 1  | 1  |
| Don Café               | 4  | 4  | 4  |
| Rocafuerte F. C.       | 2  | 3  | 2  |
| Guayaquil Sport        | 3  | 2  | 3  |

### Resultados
|  | Academia Alfaro Moreno | 8 - 0 | Don Café         |  | Los Chirijos          | 28 de junio | 15:00 |
|  | Guayaquil Sport        | 0 - 0 | Rocafuerte F. C. |  | Alejandro Ponce Noboa | 29 de junio | 09:00 |

|  | Rocafuerte F. C. | 0 - 0 | Academia Alfaro Moreno |  | Complejo La Cemento   | 2 de julio | 09:00 |
|  | Don Café         | 0 - 3 | Guayaquil Sport        |  | Alejandro Ponce Noboa | 2 de julio | 11:00 |

|  | Rocafuerte F. C.       | 6 - 0 | Don Café        |  | Complejo La Cemento | 6 de julio | 11:00 |
|  | Academia Alfaro Moreno | 0 - 0 | Guayaquil Sport |  | Los Chirijos        | 6 de julio | 11:00 |

### Grupo B
| Pos | Equipo             | Pts | PJ | G | E | P | GF | GC | Dif |
| --- | ------------------ | --- | -- | - | - | - | -- | -- | --- |
| 1.º | C. S. Patria       | 7   | 3  | 2 | 1 | 0 | 4  | 1  | +3  |
| 2.º | Fedeguayas         | 5   | 3  | 1 | 2 | 0 | 4  | 3  | +1  |
| 3.° | 9 de Octubre F. C. | 3   | 3  | 1 | 0 | 2 | 7  | 7  | 0   |
| 4.º | Everest            | 1   | 3  | 0 | 1 | 2 | 2  | 6  | -4  |

|  | Clasifican a las Semifinales por el Zonal de Ascenso. |

### Evolución de la clasificación
| Equipo / Jornada   | 01 | 02 | 03 |
| ------------------ | -- | -- | -- |
| Fedeguayas         | 1  | 2  | 2  |
| 9 de Octubre F. C. | 3  | 4  | 3  |
| C. S. Patria       | 2  | 1  | 1  |
| Everest            | 4  | 3  | 4  |

### Resultados
|  | C. S. Patria | 1 - 0 | Everest            |  | Arenas de Samborondón | 28 de junio | 16:00 |
|  | Fedeguayas   | 3 - 2 | 9 de Octubre F. C. |  | Alejandro Ponce Noboa | 29 de junio | 11:00 |

|  | Everest            | 1 - 1 | Fedeguayas   |  | Alejandro Ponce Noboa | 2 de julio | 09:00 |
|  | 9 de Octubre F. C. | 1 - 3 | C. S. Patria |  | Alejandro Ponce Noboa | 2 de julio | 13:00 |

|  | FedeGuayas | 0 - 0 | C. S. Patria       |  | Alejandro Ponce Noboa | 6 de julio | 11:00 |
|  | Everest    | 1 - 4 | 9 de Octubre F. C. |  | Aso Guayas Cancha #3  | 6 de julio | 11:00 |

## Cuadro final
|  | Semifinales            | Semifinales         | Semifinales         |   |                        | Final       | Final       |  |
|  | 9, 12 y 13 de julio    | 9, 12 y 13 de julio | 9, 12 y 13 de julio |   |                        | 19 de julio | 19 de julio |  |
|  |                        |                     |                     |   |                        |             |             |  |
|  |                        |                     |                     |   |                        |             |             |  |
|  | Academia Alfaro Moreno | 2                   | 1                   |   |                        |             |             |  |
|  | Academia Alfaro Moreno | 2                   | 1                   |   |                        |             |             |  |
|  | Fedeguayas             | 0                   | 1                   |   |                        |             |             |  |
|  | Fedeguayas             | 0                   | 1                   |   | Academia Alfaro Moreno | 1           |             |  |
|  |                        |                     |                     |   | Academia Alfaro Moreno | 1           |             |  |
|  |                        |                     | Rocafuerte F. C.    | 0 |                        |             |             |  |
|  | C. S. Patria           | 1                   | Rocafuerte F. C.    | 0 | 1 (2)                  |             |             |  |
|  | C. S. Patria           | 1                   |                     |   | 1 (2)                  |             |             |  |
|  | Rocafuerte F. C.       | 2                   | 0 (4)               |   |                        |             |             |  |
|  | Rocafuerte F. C.       | 2                   | 0 (4)               |   |                        |             |             |  |
|  |                        |                     |                     |   |                        |             |             |  |

### Semifinales
| 9 de julio de 2014, 11:00 | Fedeguayas | 0:2 (0:0) | Academia Alfaro Moreno     | Estadio Alejandro Ponce Noboa, Guayaquil |                               |
|                           |            | Reporte   | Castillo 47' · Sánchez 67' | Asistencia: 1000 espectadores            | Asistencia: 1000 espectadores |

| 12 de julio de 2014, 13:00 | Academia Alfaro Moreno | 1:1 (0:1) (Global 3:1) | Fedeguayas | Estadio Los Chirijos, Milagro                                |                                                              |
|                            | Poroso 89'             | Reporte                | Anotado    | Asistencia: 1000 espectadores Árbitro(s): Christopher Quiroz | Asistencia: 1000 espectadores Árbitro(s): Christopher Quiroz |

| 9 de julio de 2014, 09:00 | Rocafuerte F. C. | 2:1 (2:1) | C. S. Patria | Complejo La Cemento, Guayaquil |                               |
|                           | 23' · 43'        | Reporte   | Vaca 44'     | Asistencia: 1000 espectadores  | Asistencia: 1000 espectadores |

| 13 de julio de 2014, 10:00 | C. S. Patria | 1:0 (1:0, 1:0) (t. s.)(2:4 p.)(Global 2:2) | Rocafuerte F. C. | Estadio Arenas, Samborondón                               |                                                           |
|                            | Mosquera 17' | Reporte                                    |                  | Asistencia: 2000 espectadores Árbitro(s): Andrés Arboleda | Asistencia: 2000 espectadores Árbitro(s): Andrés Arboleda |

### Final
| 19 de julio de 2014, 12:00 | Academia Alfaro Moreno | 1:0 (0:0) | Rocafuerte F. C. | Estadio Alejandro Ponce Noboa, Guayaquil                     |                                                              |
|                            | Castillo 62'           |           |                  | Asistencia: 1000 espectadores Árbitro(s): Guillermo Guerrero | Asistencia: 1000 espectadores Árbitro(s): Guillermo Guerrero |

| |
| Campeón Club Deportivo Academia Alfaro Moreno 3.er título Clasifica a los zonales de la Segunda Categoría 2014 |
| También clasifica Rocafuerte Fútbol Club como vicecampeón.                                                     |